# Усман ад-Дарими
Имам Абу Саид Усман ибн Саид ибн Халид ад-Дарими (ум. 894) — исламский богослов, муфассир, хадисовед, факих.

## Биография
Хотя точная дата его рождения неизвестна, упоминается, что он родился около 815 года (200 года хиджры). Он из Сиджистана и принадлежит к даримской ветви арабского племени тамим. Получил начальное образование в Сиджистане. Для изучения хадисов посетил такие центры, как Хиджаз, Дамаск, Хомс, Ирак, Эль-Куфа, Египет и Хорасан. После пяти лет в Мекке и Медине вернулся в Нишапур и поселился в Герате. Он пробыл в Джурджане год. Изучил исламское право (фикх) у Абу Якуба аль-Бувайти, ученика имама аш-Шафии, арабский язык и литературу у Абу Абдуллаха Ибн аль-Араби, хадисы и усуль у Яхьи ибн Маина, Али ибн Мадини и Ахмад ибн Ханбаль. В источниках среди его учителей также упоминаются Нуайм ибн Хаммад, Исхак ибн Рахуйя, Сулейман ибн Харб, Ибн Абу Марьям и Абу Бакр Ибн Абу Шайб. Многие люди из Герата и Нишапура передали от него хадисы. На протяжении всей его жизни у него была интеллектуальная борьба с джахмитскими и каррамитскими богословами. Учитывая, что Мухаммад ибн Каррам сыграл роль в его изгнании из Герата, можно сказать, что у него был с ним также политический конфликт.
Дарими умер в февраль 894 года (зу-ль-хиджа 280 г. х.) в Герате. Хотя сообщается, что он умер в 282 году хиджры, это повествование считается слабым.
Хотя Абу Саид ад-Дарими, известный под такими титулами, как имам, алляма, хафиз, муджтахид, мухаддис из Герата, его исследованиями в области хадисов, фикха, тафсира и наук вероубеждения (акиды), хадисоведения и теологии преобладают в его научной личности. Он собрал хадисы в сборник «аль-Муснад», о котором говорят, что это объемный труд, но неизвестно, что он дошёл до наших дней.
Хотя сообщается, что ад-Дарими, которого Абу Зура ар-Рази признал успешным автором, написал различные работы по вероубеждению, хадисам, фикху и тафсиру, до наших дней дошли только три из них.
- ар-Рад аля аль-джахмийя (الرد على الجهمية);
- Накд аль-Имам Абу Саид Усман ибн Саид аля аль-Марисийй аль-джахмийй аль-‘анид фима афтара аля-Ллахи мин ат-таухид (نقض عثمان بن سعيد على المريسي الجهمي العنيد فيما افترى على الله في التوحيد);
- Тарих Усман ибн Саид ад-Дарими ан Аби Закарийя Яхья ибн Маин фи тажрих ар-руват ва тадилихим (تاريخ عثمان بن سعيد الدارمي عن أبي زكريا يحي بن معين).